# NGC 45
NGC 45 este o galaxie spirală neregulată situată în constelația Cetus. Aceasta a fost descoperită în 11 noiembrie 1835 de către John Herschel.

## Legături externe
- NGC 45 la WikiSky: DSS2, SDSS, GALEX, IRAS, Hydrogen α, X-Ray, Astrophoto, Sky Map, Articole și imagini